# Christianisme en Oman
Le christianisme est la religion de 2,50 % de la population d'Oman c'est-à-dire de 64 000 personnes. On compte 90 paroisses à Oman. 
Presque tous les chrétiens proviennent d'autres pays. La plupart de ces personnes viennent des Philippines, d'Inde ou des pays occidentaux. Il existe une église  St Thomas Christian Church à Oman. Il est interdit d'évangéliser des musulmans. 
Plus de 50 groupes et assemblées actives de foi chrétienne existent dans l'aire urbaine de Mascate. L'Église protestante d'Oman, le diocèse catholique d'Oman et le Centre al Amana sont reconnus par le Ministère des Fondations et des affaires religieuses. 
Il existe des écoles chrétiennes à Oman. L'enseignement de l'islam est obligatoire dans les écoles publiques.

## Démographie
On estime en 2019 qu'il y a 180 000 chrétiens de différentes confessions, soit 6,5 % de la population. Les catholiques sont 55 000. La population est essentiellement composée d'expatriés.

## Église de l'Orient
Des membres de l'Église apostolique assyrienne de l'Orient et notamment de sa branche indienne, l'Église malabare orthodoxe, sont installés à Oman. Une paroisse a été instituée à Mascate lors de la visite de Mar Yohannan Yoseph, évêque de l'Inde, en décembre 2012.
En 2022 le patriarche orthodoxe d'Antioche Jean X d'Antioche est invité pour inaugurer une église à Mascate, la capitale.

## Catholicisme
Oman qui fait partie du vicariat apostolique d'Arabie méridionale dont le siège est à la cathédrale Saint-Joseph à Abou Dabi aux Émirats arabes unis.
Oman comprend en 2019 quatre paroisses catholiques : deux dans la capitale à Mascate, une dans le nord du pays et une à Salalah.
Des relations diplomatiques entre Oman et le Saint-Siège sont établies en 2023.

## Protestantisme
0,4 % de la population est protestante. 21 dénominations protestantes sont présentes à Oman.
Oman fait partie du diocèse de Chypre et du Golfe de l'Église épiscopale de Jérusalem et du Moyen-Orient (Communion anglicane).